# Coelogyne lactea
Coelogyne lactea är en orkidéart som beskrevs av Heinrich Gustav Reichenbach.
Coelogyne lactea ingår i släktet Coelogyne och familjen orkidéer. Inga underarter finns listade i Catalogue of Life.

## Bildgalleri

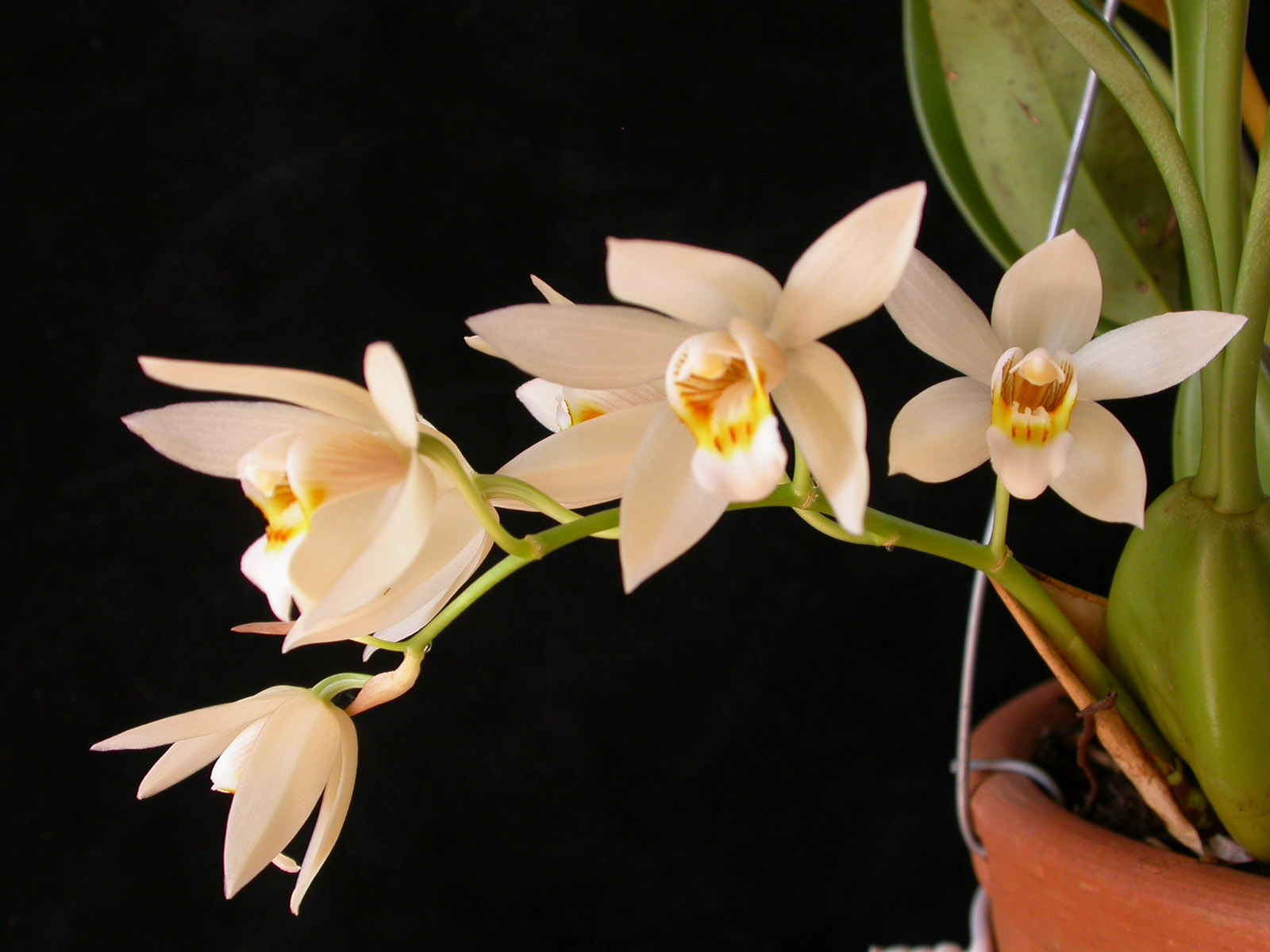
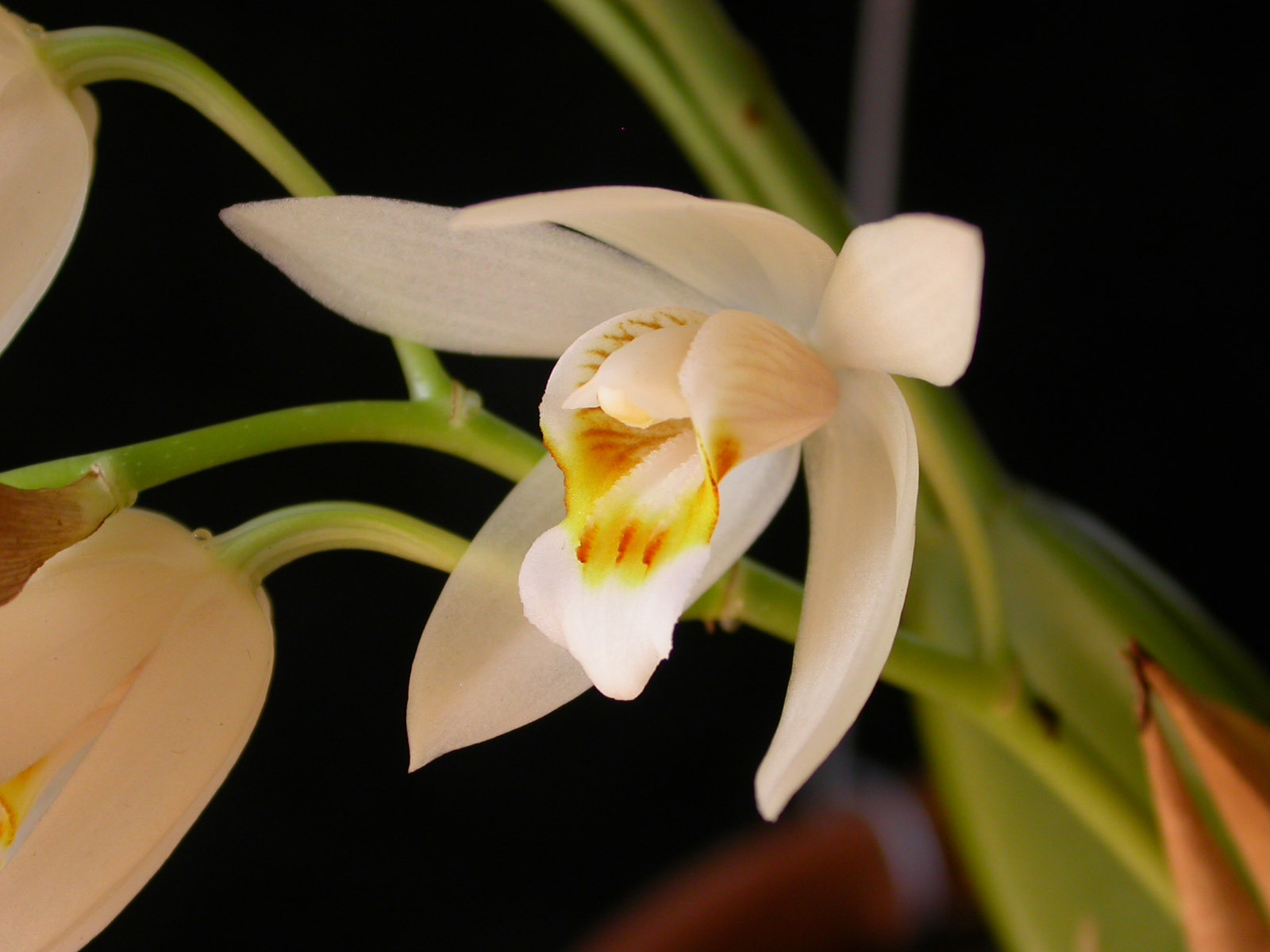